# Lambert Dobbelsteen
Lambert Dubbelsteen, L.A. Dobbelsteen of Ambrosius Dobbelsteen, geboorteakte op naam van Lambert Nicolaas Vindicianus Dobbelsteen, (Heeswijk, 11 maart 1878 - Green Bay (Brown County, Wisconsin), 18 november 1947) was een Nederlands componist van kerkmuziek, naar model van de componist Giovanni Pierluigi da Palestrina (methode Caecilianers).
Hij werd geboren in het gezin van gemeenteontvanger Adrianus Dobbelsteen en Johanna Kilsdonk. In 1895 werd hij ingekleed in de Orde van Norbertijnen. In 1902 werd hij priester in de Abdij van Berne. Hij was daar "de ontdekker" van een de eerste muzikale tekenen bij Matthijs Vermeulen. In 1912 emigreerde hij naar de Verenigde Staten en woonde enige tijd in Saint Martinsville. Hij gaf onder meer les in De Pere (Wisconsin).
Hij was echter in eerste instantie professor aan het plaatselijk gymnasium en priester. Van hem zijn de volgende werken bekend:
- opus 6: Kerstcantate, voor stemmig mannenkoor, solisten met orgel of harmonium (Mosmans, 1900)
- opus 8: Ach, voor mezzosopraan/bariton en piano, lied op tekst van Guido Gezelle
- opus 9: Het meezennestje, eveneens op tekst van Gezelle
- opus 10: Missa de Requiem, voor drie gelijke stemmen en orgel
- opus 11: Priesterglorie, voor drie gelijke stemmen met piano en;of orgel en/of cello en/of viool; het werk werd destijds regelmatig uitgevoerd bij aanstellingen en jubilea van priesters
- opus 12: Te Deum laudamus, voor drie gelijke stemmen en orgel.
- opus 15; Drie lederen: In den regen, zoo’n guit en Breistertje voor mannenkoor
- Een Salve Regina voor koor met orgel (Mosmans, 1901)
- Ave Maria, voor drie mannenstemmen en orgel (Mosmans, 1875)
- Aan Nederland voor mannenkoor
- Toast: Hij leve land voor mannenkoor
- Veldzang, voor zangduo en piano
- Vreedzaam voor mannenkoor
- Mass in honor of St. Agnes[2]
- Missa Solemnis (1923)[3]

Twee werken van hem bevinden zich in het archief van de Nederlandse Sint Gregoriusvereniging (Katholiek Documentatie Centrum, 2015) te weten Missa in honorem sanctorum Adriani et Jacobi Martyrum en Missa da Requiem.
Voorts:
- Beknopte handleiding bij het Gregoriaansch der nieuwe zangboeken (later vertaald naar het Engels).

- Library of Congress Control Number: n2003125364
- Virtual International Authority File: 65854742
- WorldCat: E39PBJkMHYGm4wMM48JrgPHpyd